# (30852) Debye
(30852) Debye ist ein Asteroid des Hauptgürtels, der am 2. Oktober 1991 von den deutschen Astronomen Freimut Börngen und Lutz D. Schmadel an der Thüringer Landessternwarte Tautenburg (IAU-Code 033) in Thüringen entdeckt wurde.
Der Asteroid wurde am 27. April 2002 nach dem niederländischen Physiker und Chemiker Peter Debye (1884–1966) benannt, dem 1936 der Nobelpreis für Chemie verliehen wurde.